# 岡田康則
岡田 康則（おかだ やすのり、1977年8月4日 - ）は、日本の漫画家。兵庫県出身、兵庫県明石市育ち。東京アニメーター学院卒業。

## プロフィール
1998年に藤子・F・不二雄プロ入社。2001年に大長編ドラえもん「のび太と翼の勇者たち」の漫画執筆を担当。2003年に藤子・F・不二雄プロから独立。その後も複数の『大長編ドラえもん』作品の漫画執筆を行った。
2011年、別冊コロコロコミックで初の単独連載『マジト』を連載した。

## 代表作
- 大長編ドラえもん（漫画版の執筆）
  - のび太と翼の勇者たち
  - のび太とロボット王国
  - のび太とふしぎ風使い
  - のび太のワンニャン時空伝
- のび太の恐竜2006 DS オリジナルコミック（ゲーム内容を漫画化した作品）
- 映画ストーリー（映画の内容を完全漫画化した作品）
  - のび太の新魔界大冒険
  - のび太と緑の巨人伝
  - のび太の人魚大海戦
- ドラえもんをさがせ! シリーズ
- ドラえもんの図工科おもしろ攻略「イラストがじょうずに描ける」
- ミニドラにおまかせ！
- ドラえもん なぜなに探検隊
- マジト（別冊コロコロコミック2011年10月号-2011年12月号）